# 5552 Studnička
5552 Studnička là một tiểu hành tinh vành đai chính với chu kỳ quỹ đạo là 1688.6785129 ngày (4.62 năm).
Nó được phát hiện ngày 16 tháng 9 năm 1982.